# Метеорологическая радиолокационная станция
Метеорологическая радиолокационная станция (также — метеорада́р) — специализированная РЛС для определения координат выпадения осадков, направления их движения и типа (дождь, снег, град).

## История появления

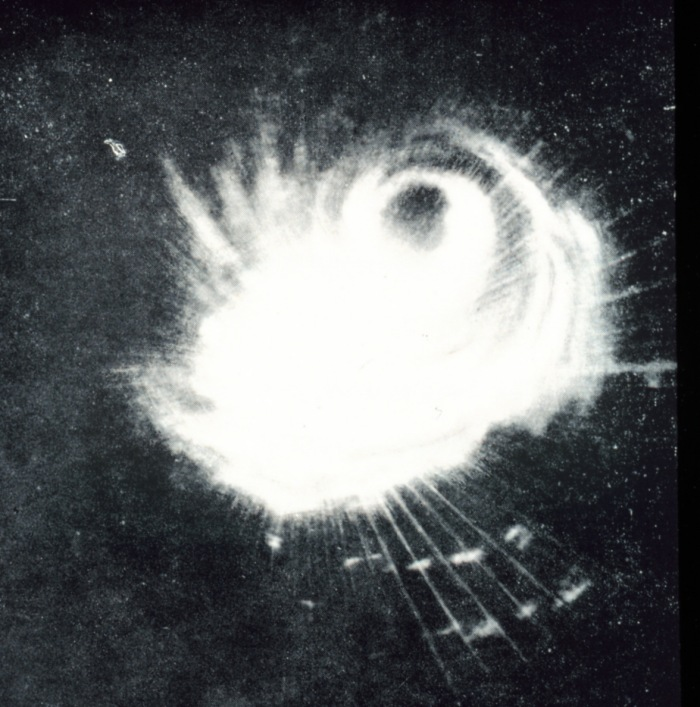
Тайфун Кобра на экране корабельной РЛС в декабре 1944 года

Широкое использование радиолокационных станций во время Второй мировой войны обнаружило появление шумов, обусловленных сигналами, отражёнными от зон атмосферных осадков. Исследование этого явления в США и Канаде привело к созданию специализированных погодных радаров, предназначенных для нужд метеорологии.
В период с 1950 по 1980 годы метеослужбы всего мира начали использовать погодные радары в качестве инструмента постоянного наблюдения. В 1970-х годах получаемые результаты стандартизировали, а сами радары организовали в сети.

## Современные возможности
Современные модели погодных РЛС являются преимущественно импульсными и опираются в своей работе на использование эффекта Доплера. Они оценивают величину и положение зон осадков, а также скорость выпадения и средний размер капель дождя, что позволяет судить об ожидаемом изменении погоды. При этом, если первоначально метеорологи проводили наблюдения на экране электронно-лучевой трубки, то в настоящее время, с появлением компьютеров, получают трёхмерное цветное изображение, то есть вертикальные и горизонтальные профили (сечения) распределения выпадающих осадков.
Метеорологические РЛС также используются на отдельных летательных аппаратах. Например, подобный радиолокатор входит в стандартный состав оборудования самолёта Сухой Суперджет 100.
Основными функциями существующих метеорологических радиолокаторов являются:
- обнаружение опасных метеоусловий, таких как гроза, мощная кучевая облачность, градообразование, зоны интенсивных осадков, зоны турбулентности, определение и выдача на индикаторы их параметров,
- расчёт и выдача на индикацию вертикального и горизонтального профиля метеообразований.

## Галерея

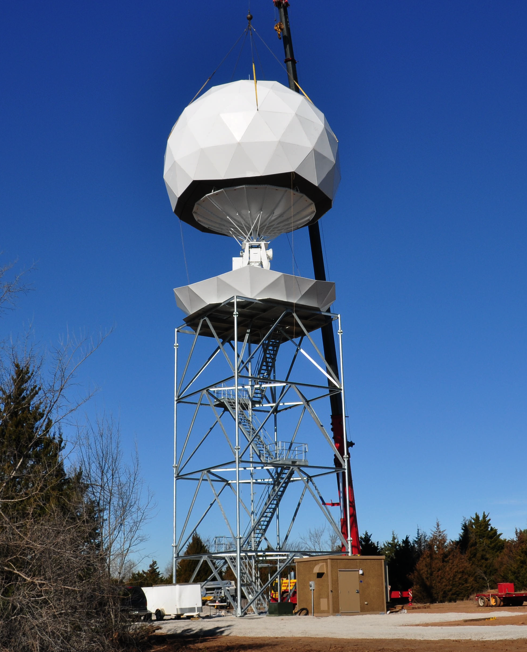
Установка радиопрозрачного укрытия над поляриметрической метео-РЛС OU-PRIME
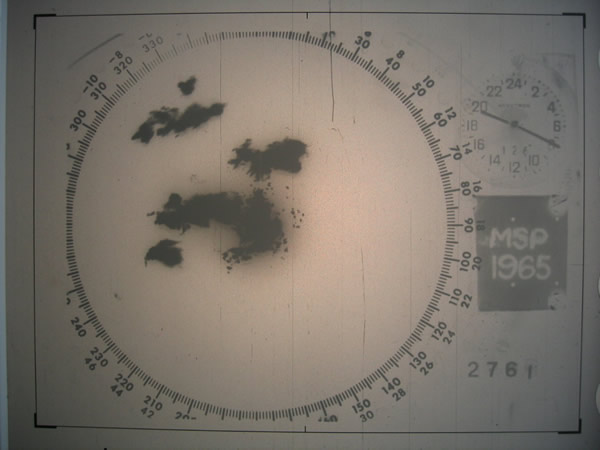
Изображение суперъячейки на метеорологической РЛС в 1960-е годы
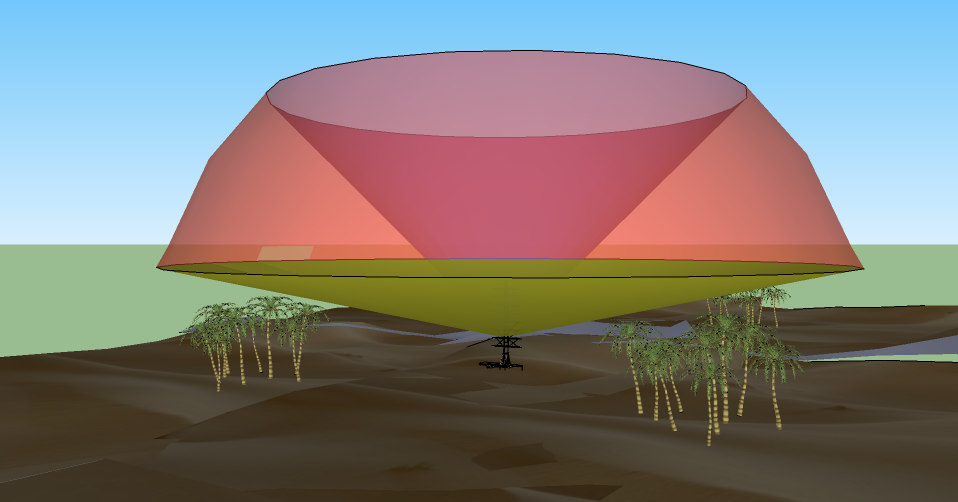
Сканируемый объём с использованием нескольких углов возвышения
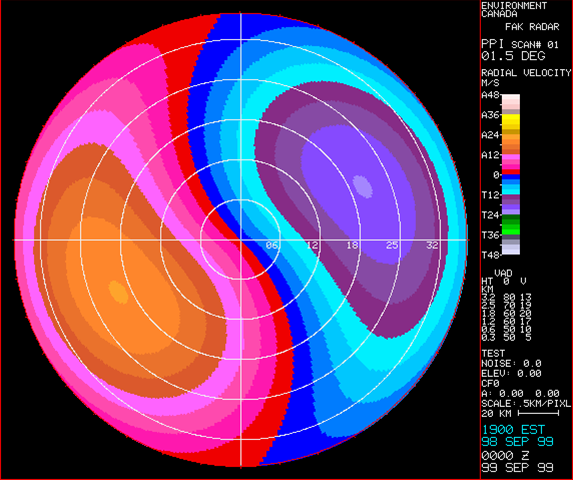
Идеализированный пример отображения скорости ветра на РЛС, полученный за счёт эффекта Доплера. Скорости приближения показаны синим цветом, а скорости удаления — красным
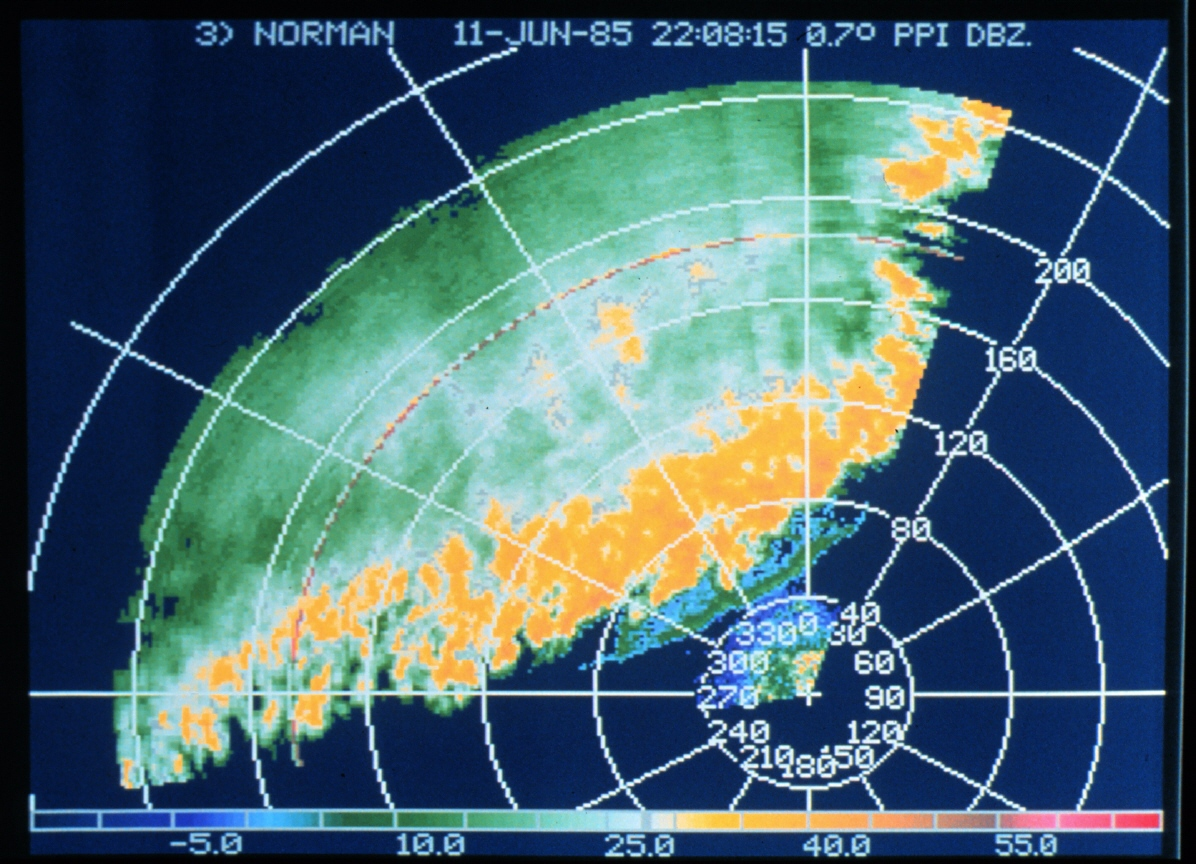
Грозовой фронт на экране метеорадара. 2005 год
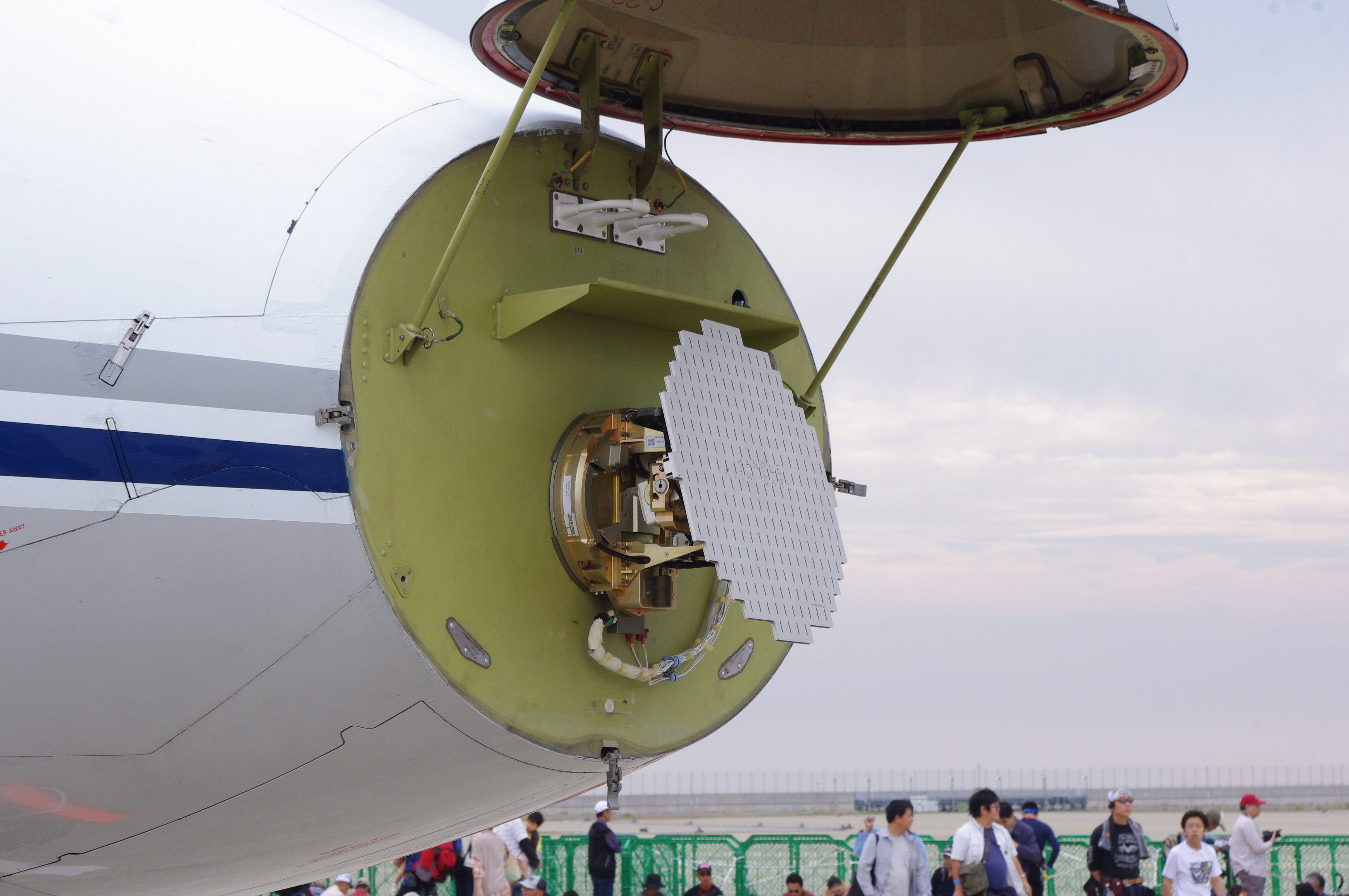
Метеорологический радар Global Express с поднятым обтекателем